# Bicupola quadrata giroelongata
In geometria solida, la bicupola quadrata giroelongata è un poliedro con 34 facce che può essere costruito, come intuibile dal suo nome, allungando una bicupola quadrata, sia essa un'ortobicupola quadrata o una girobicupola quadrata, inserendo un'antiprisma ottagonale tra la due cupole quadrate che la compongono.

## Caratteristiche
Se tutte le sue facce sono poligoni regolari una bicupola quadrata giroelongata è uno dei 92 solidi di Johnson, in particolare quello indicato come J45, ossia un poliedro strettamente convesso avente come facce dei poligoni regolari ma comunque non appartenente alla famiglia dei poliedri uniformi.
Tale bicupola è uno dei cinque solidi di Johnson chirali, vale a dire che di essa esiste sia una versione sinistrorsa, sia una versione destrorsa. Nella figura qui riportata a sinistra, ogni faccia quadrata della metà inferiore del poliedro è connessa a una delle facce quadrate nella parte superiore a destra di essa attraverso due triangoli, nella versione con chiralità opposta, invece, ogni faccia quadrata della metà inferiore è connessa, sempre attraverso due triangoli, a una faccia quadrata posta nella metà superiore a sinistra di essa. Le due forme chirali non sono considerate due solidi di Johnson diversi.

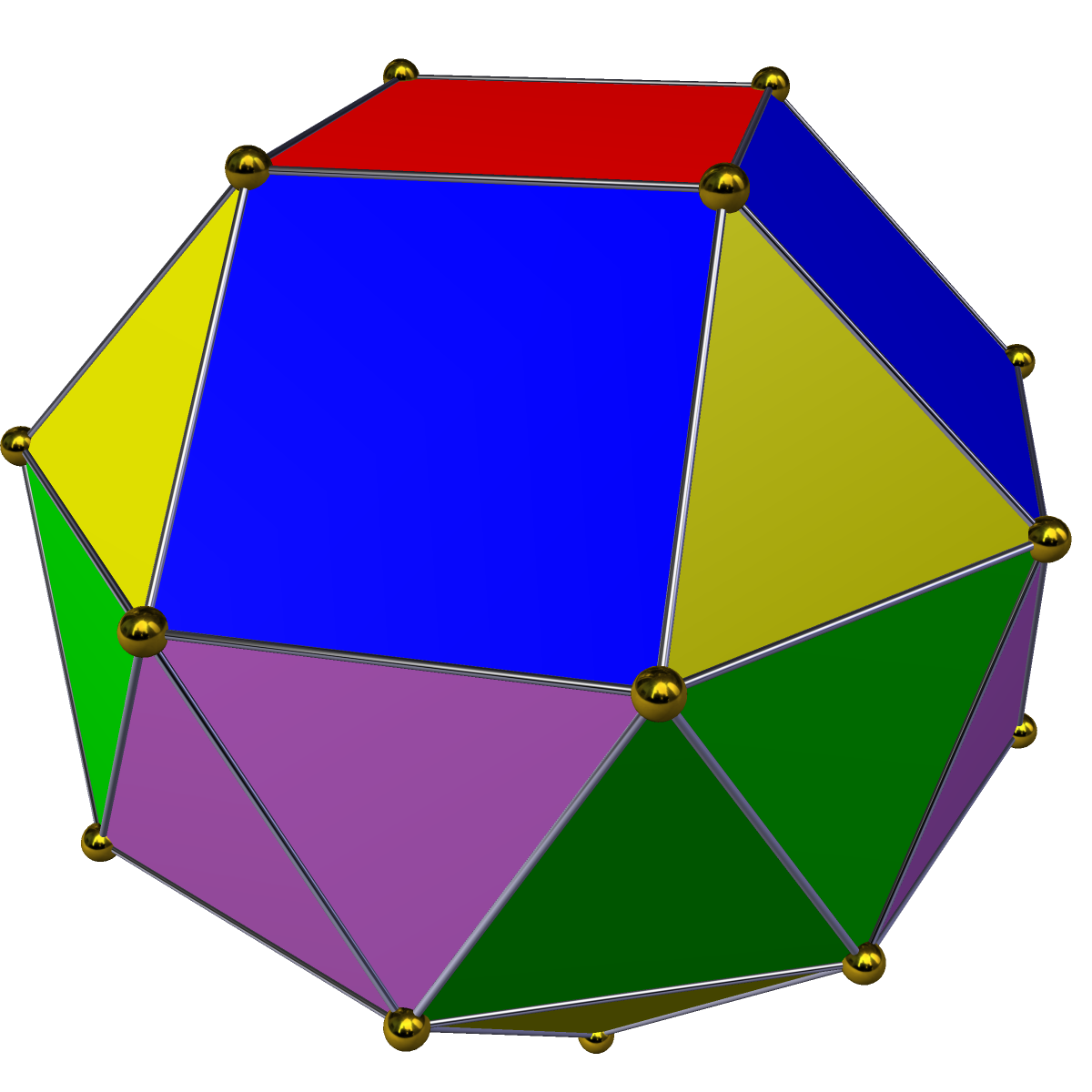
Versione destrorsa
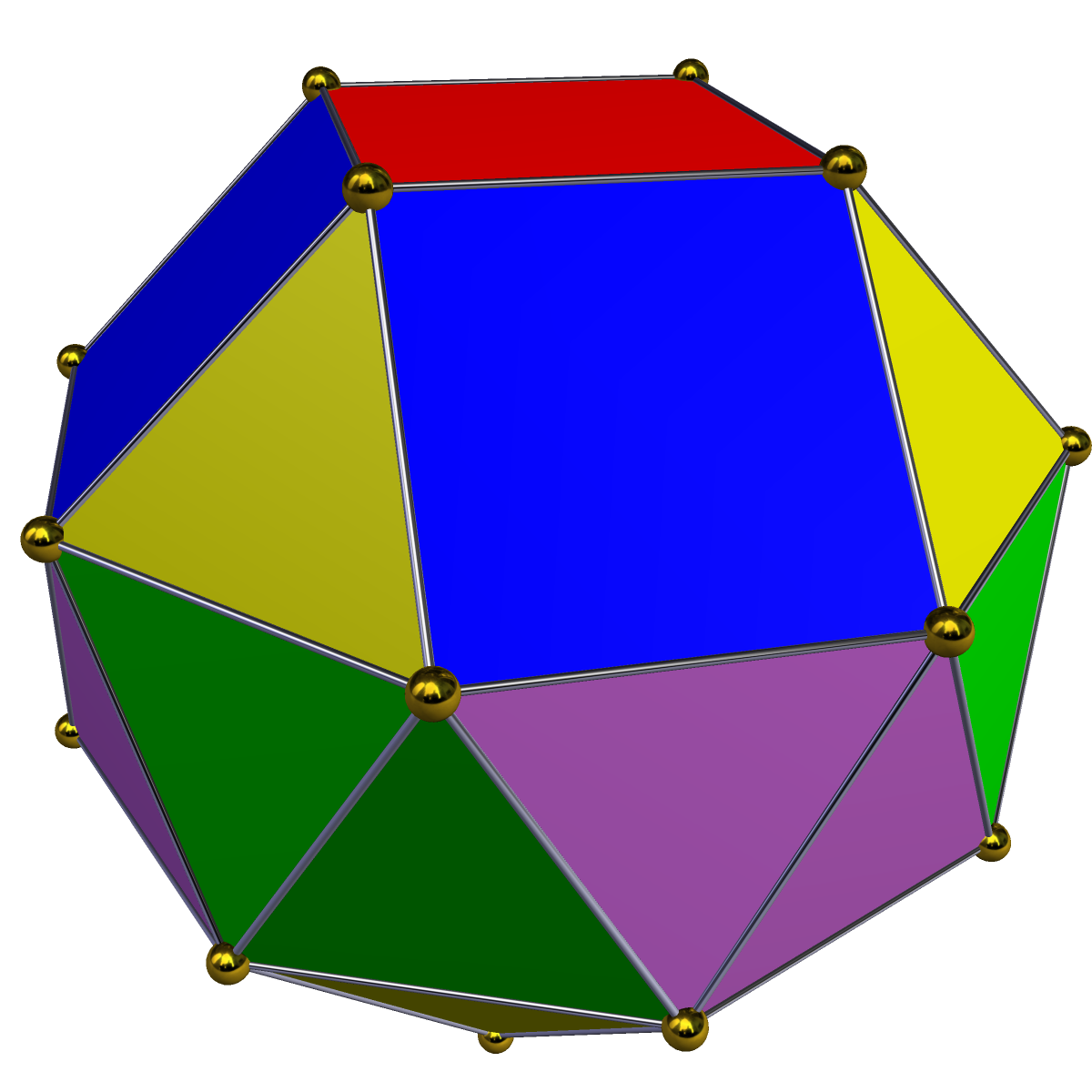
Versione sinistrorsa

Per quanto riguarda i 24 vertici di questo poliedro, su 8 di essi incidono tre facce quadrate e una triangolare, mentre sugli altri 16 incidono una faccia quadrata e quattro triangolari.

## Formule
Considerando una bicupola quadrata giroelongata avente come facce dei poligoni regolari aventi lato di lunghezza {\displaystyle a}, le formule per il calcolo del volume {\displaystyle V} e della superficie {\displaystyle A} risultano essere:
{\displaystyle V={\frac {2}{3}}\left(3+{\sqrt {2}}\left(2+{\sqrt {2+{\sqrt {2}}+{\sqrt {146+103{\sqrt {2}}}}}}\;\right)\right)a^{3}\approx 8,1535748a^{3};}
{\displaystyle A=\left(10+6{\sqrt {3}}\right)a^{2}\approx 20,3923048a^{2}.}